# Французская колонизация Америки

Карта Северной Америки XVII века

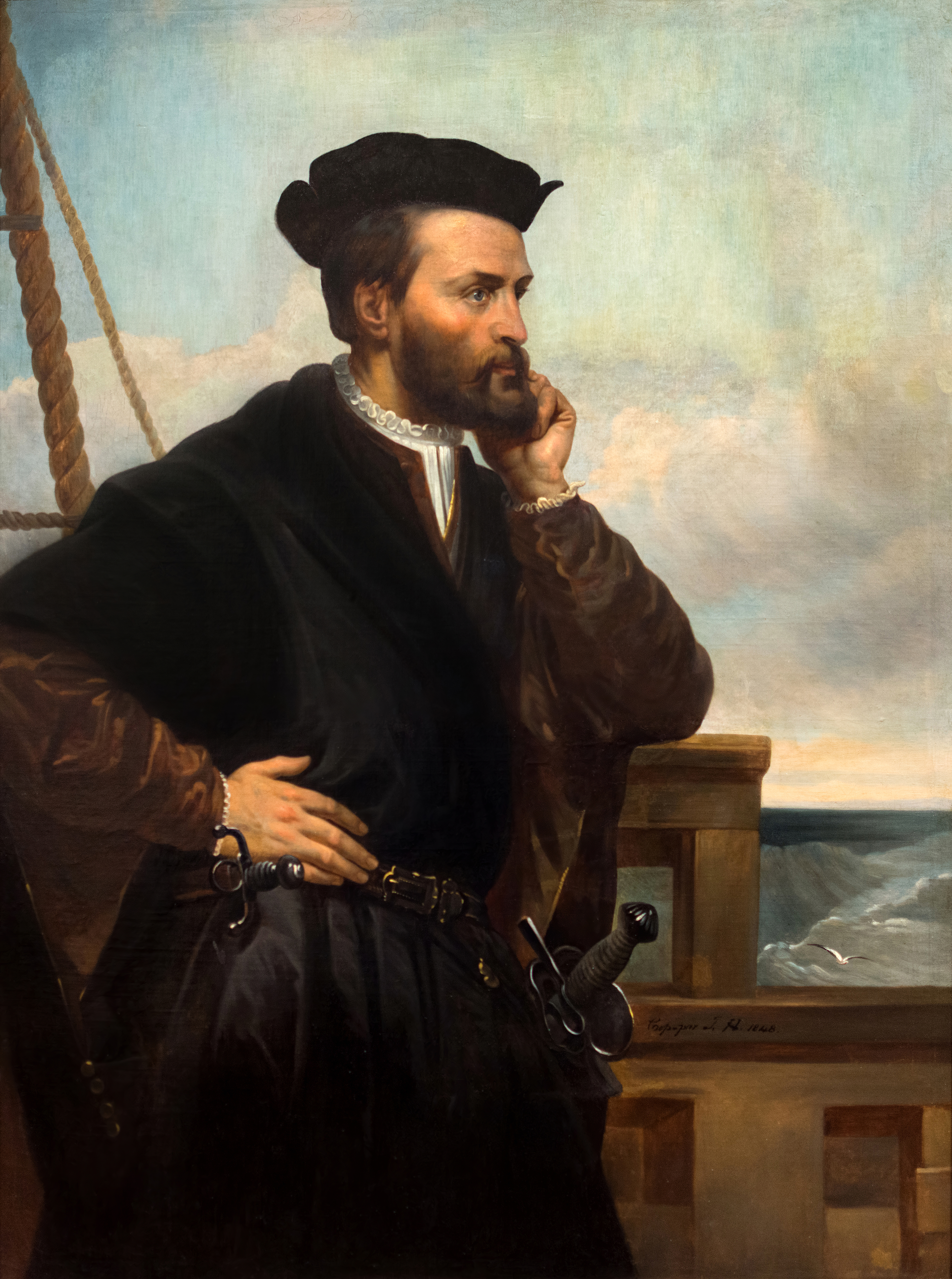
Портрет Жака Картье кисти Теофиля Амеля, ок. 1844.

Францу́зская колониза́ция Аме́рики началась в XVI и продолжалась до XVIII века. Франция создала в Северной Америке колониальные владения, называемые Новой Францией и протянувшиеся от залива Святого Лаврентия (Квебек) до Мексиканского залива (Новый Орлеан). Экспансию Франции в этом направлении возглавил Жак Картье. В 1616 году другой француз Самюэль де Шамплен достиг Великих Озёр и заключил союз с гуронами. В 1701 французский колонизатор Антуан Кадильяк основал поселение, выросшее в город Детройт. Обширные французские владения в Северной Америке получили название Луизиана. Часть территорий Франция утратила в результате войны с Англией, а оставшуюся часть Наполеон продал США в 1803 году.
Французы также колонизировали острова Карибского моря: Санто-Доминго, Сент-Люсию, Доминику, а также Гваделупу и Мартинику (которые и сейчас принадлежат Франции).
В Южной Америке они пытались основать три колонии, из которых в настоящее время остаётся лишь одна — Гвиана.
За этот период колонизации французы основали многочисленные города, в том числе Квебек и Монреаль в Канаде; Батон-Руж, Детройт, Мобил, Новый Орлеан и Сент-Луис в США, Порт-о-Пренс и Кап-Аитьен на Гаити.